# ستيف بيريمان
ستيفان جون بيريمان (Stephen John Perryman) (21 ديسمبر 1951 في المملكة المتحدة - )؛ هو لاعب كرة قدم سابق كان يلعب كلاعب وسط. يلعب مع منتخب إنجلترا لكرة القدم منذ عام 1982.

## مسيرته الكروية
لعب ستيفي بيريمان خلال مسيرته الاحترافية مع 3 أندية في ثلاثة وعشرون موسمًا وسجل خلالها 33 هدفًا ضمن 723 مباراة. حيث فاز في أربعة مواسم بالكأس ولم يفز بأي دوري.
خاض ستيفي بيريمان مسيرته مع نادي توتنهام هوتسبير في موسم 1969–70 ليلعب معه سبعة عشر موسمًا، مشاركًا في 653 مباراة سجل خلالها 33 هدفًا. ثم انتقل إلى نادي أكسفورد يونايتد في موسم 1985–86 ولمدة موسمين، حيث شارك في 17 مباراة ولم يسجل أي هدف. لينتقل بعدها إلى نادي برينتفورد في موسم 1986–87 ليلعب معه أربعة مواسم، مشاركًا في 53 مباراة ولم يسجل أي هدف أيضًا.

## وصلات خارجية
- ستيفي بيريمان على موقع قاعدة بيانات كرة القدم.إي يو (الإنجليزية)
- ستيفي بيريمان على موقع ناشيونال فوتبول تيمز (الإنجليزية)
- ستيفي بيريمان على موقع Soccerbase.com (مدرب) (الإنجليزية)
- ستيفي بيريمان على موقع Soccerway.com (الإنجليزية)
- ستيفي بيريمان على موقع عالم كرة القدم.نت (الإنجليزية)
- National Football Teams